# Плезанс (Жер)
Плеза́нс (фр. Plaisance) — коммуна во Франции, находится в регионе Юг — Пиренеи. Департамент — Жер. Административный центр кантона Плезанс. Округ коммуны — Миранд.
Код INSEE коммуны — 32319.

## География

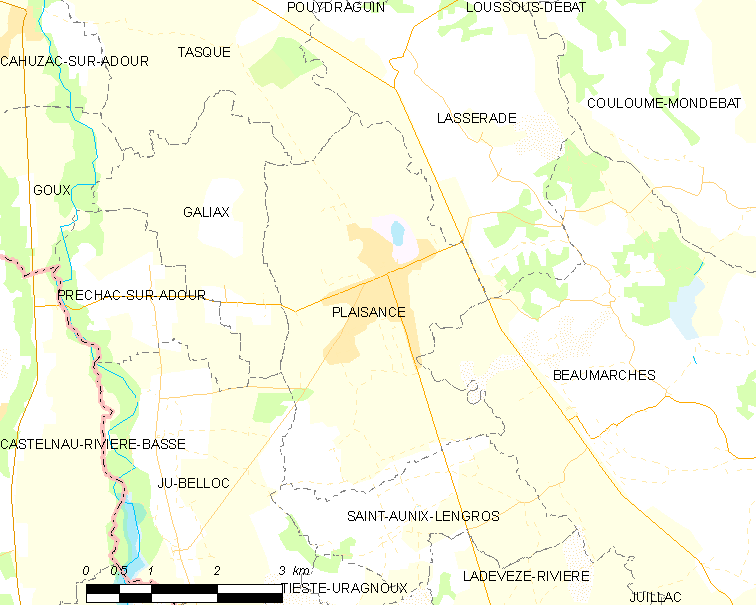
Карта коммуны

Коммуна расположена приблизительно в 610 км к югу от Парижа, в 115 км западнее Тулузы, в 45 км к западу от Оша.
По территории коммуны протекает река Аррос.

## Климат
Климат умеренно-океанический. Лето жаркое и немного дождливое, температура часто превышает 35 °С. Зимой часто бывает отрицательная температура и ночные заморозки. Годовое количество осадков — 700—900 мм.

## Население
Население коммуны на 2010 год составляло 1458 человек.
| 1962 | 1968 | 1975 | 1982 | 1990 | 1999 | 2010 |
| ---- | ---- | ---- | ---- | ---- | ---- | ---- |
| 1490 | 1535 | 1576 | 1575 | 1657 | 1520 | 1458 |

## Администрация
| Период | Период | Фамилия         | Партия                    | Примечания                   |
| ------ | ------ | --------------- | ------------------------- | ---------------------------- |
| 1944   | 1969   | Луи Перес       |                           |                              |
| 1969   | 1989   | Жан-Луи Керейак |                           |                              |
| 1989   | 2001   | Жан Изаак       |                           |                              |
| 2001   | 2020   | Режис Субабер   | Союз за народное движение | генеральный советник кантона |

## Экономика
В 2010 году среди 742 человек трудоспособного возраста (15-64 лет) 507 были экономически активными, 235 — неактивными (показатель активности — 68,3 %, в 1999 году было 69,5 %). Из 507 активных жителей работали 441 человек (220 мужчин и 221 женщина), безработных было 66 (36 мужчин и 30 женщин). Среди 235 неактивных 49 человек были учениками или студентами, 111 — пенсионерами, 75 были неактивными по другим причинам.

## Достопримечательности
- Церковь Нотр-Дам (XIX век)